# 達伍德
在伊斯蘭教中，達伍德（羅馬化：Dāwūd [daːwuːd]）是真主的先知和使者，也是以色列聯合王國的一位明君，曾接受天啟《宰逋爾》（《詩篇》）。達伍德是伊斯蘭教最重要的人物之一，在《古蘭經》中提及16次。儘管他通常不被視為頒佈律法的先知，但在伊斯蘭思想中「他遠非邊緣人物」。在後來的伊斯蘭傳統中，他因其嚴格的禮拜和齋戒而受到讚揚。他也被視為公義明君的典型及真主權威在世間的代表。
達伍德與《聖經》中的大衛對應。根據希伯來聖經，大衛是以色列及猶大聯合王國的第二位國王，約公元前1010年至公元前970年在位。

## 名諱
古典阿拉伯語的達伍德有Dāwud或Dāwūd兩種形式。該兩種形式在《古蘭經》中共出現16次。